# União Frederiquense de Futebol
O União Frederiquense de Futebol é um clube brasileiro de futebol, da cidade de Frederico Westphalen, no estado do Rio Grande do Sul.

## História

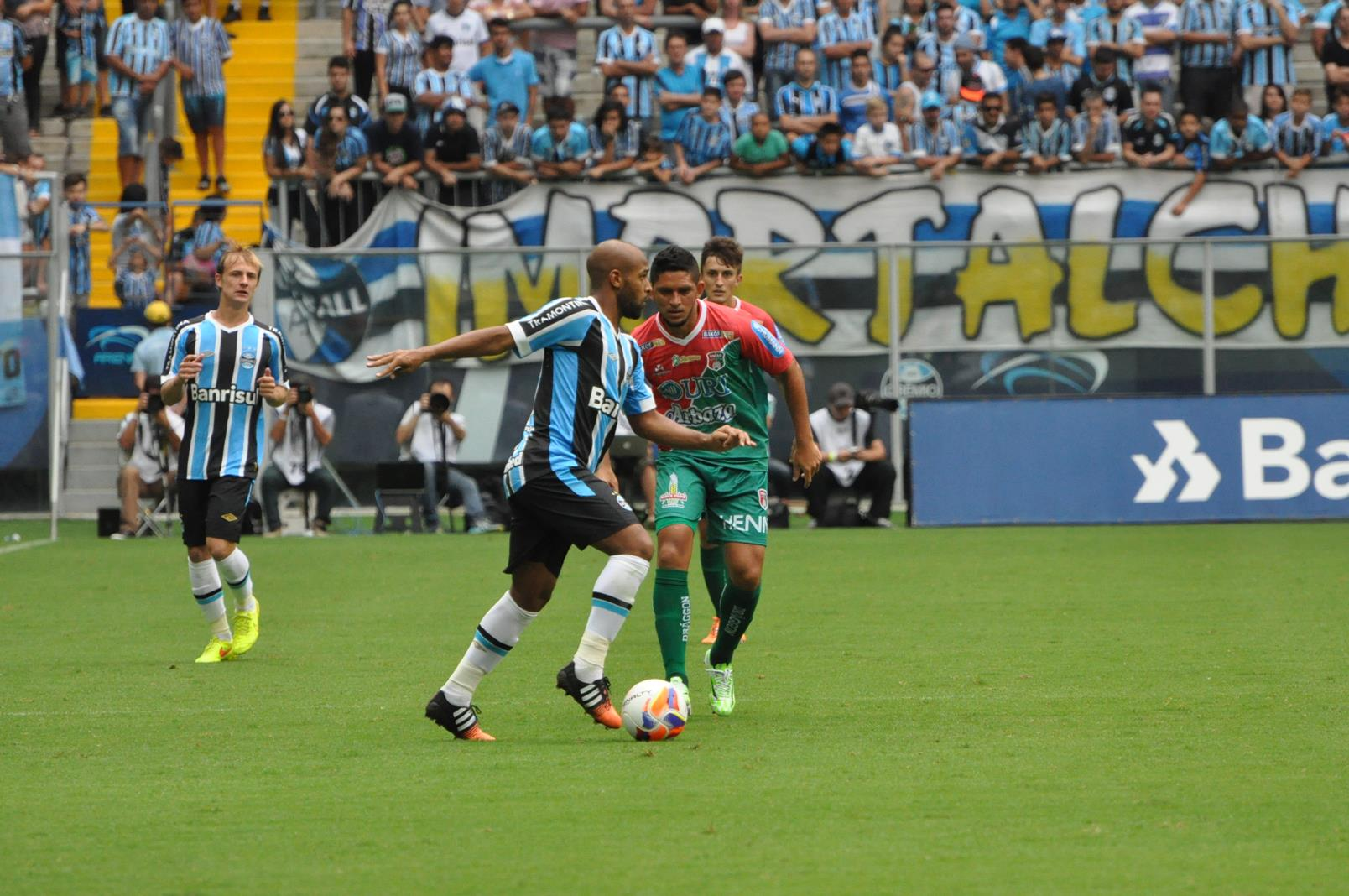
União Frederiquense vs Grêmio, válido pelo Campeonato Gaúcho de 2015

Fundada em 3 de agosto de 2010, o União Frederiquense de Futebol é o primeiro clube profissional da história de Frederico Westphalen, RS. O clube nasceu da ideia de dois colunistas do Jornal "O Alto Uruguai", Samuel da Silva e Márcio Bariviera, que indagavam em seus espaços no jornal impresso e na Rádio Comunitária de Frederico Westphalen: "Por que Frederico Westphalen não tem um clube de futebol profissional?
O União Frederiquense é filiado à Federação Gaúcha de Futebol desde setembro de 2010 e disputa a Divisão de Acesso do Gauchão desde 2011. Mandou seus jogos até 2017 no estádio Vermelhão da Colina, que pertence ao Itapagé e estava cedido ao União Frederiquense. Já em sua segunda participação na Segundona Gaúcha (Série A2), alcança a vaga ao quadrangular final que decide o acesso à elite do futebol gaúcho em 2013. Apesar de ter chegado à última rodada na zona de classificação, acabou perdendo para o Guarani de Camaquã em casa, deixando de conquistar a tão sonhada vaga para a primeira divisão do futebol gaúcho.
O mascote oficial do União Frederiquense é um leão, denominado Leão da Colina, e o hino oficial do clube tem por título "Heroico Filho do Barril", ambos escolhidos em concurso aberto aos torcedores em geral. O União sediou seus jogos no Vermelhão da Colina até 2017, estádio locado junto ao Itapagé, devido à sua estrutura de vestiários e arquibancada, além do que não havia como sediar jogos no Ipiranga pelo fato de que o clube encerrou suas atividades de futebol de campo, sendo que o antigo gramado será utilizado para outras atividades sociais do clube.
Em 2014, a equipe conquistou a vaga para a Primeira Divisão do Campeonato Gaúcho de 2015, ficando em 3.° lugar na Divisão de Acesso.
Em 2015, a equipe termina em 15.º lugar no Campeonato Gaúcho e é rebaixada.
Em 2015, conquistou o primeiro titulo de sua história, a Copa Valmir Louruz. Em 2016, a equipe chegou ao quadrangular final da Divisão de Acesso, mas não conseguiu a vaga para a Primeira Divisão Gaúcha. Em 2017, a equipe não passou da fase classificatória.  
Em 2018, a equipe também não saiu da fase classificatória. No mesmo ano, em 11 de março, o União Frederiquense inaugurou sua arena, com capacidade inicial de 1400 pessoas, em vitória por 2 a 0 sobre Passo Fundo pela Divisão de Acesso.
Em 2019, o time de Frederico Westphalen escapou do rebaixamento para a Terceirona na última rodada, ao vencer o São Borja por 2 a 0.
Em novembro de 2021, o União conquista seu primeiro título de expressão: o do Campeonato Gaúcho - Divisão de Acesso, após empatar por 0 a 0 na ida e golear por 5 a 0 na volta o tradicional Guarany de Bagé. Com o título e a vaga para a final, garantiu acesso ao Campeonato Gaúcho em 2022 pela segunda vez na sua história.
Em 2022, foi rebaixado no Campeonato Gaúcho.

## Títulos
| ESTADUAIS                               | ESTADUAIS  | ESTADUAIS | ESTADUAIS |
|                                         | Competição | Títulos   |           |
| --------------------------------------- | ---------- | --------- | --------- |
| Campeonato Gaúcho de Futebol - Série A2 | 1          | 2021      |           |

## Temporadas
| Campeonato Gaúcho | Campeonato Gaúcho | Campeonato Gaúcho | Campeonato Gaúcho | Campeonato Gaúcho | Campeonato Gaúcho | Campeonato Gaúcho | Campeonato Gaúcho | Campeonato Gaúcho | Campeonato Gaúcho | Campeonato Gaúcho | Copa FGF      |
| Ano               | Div.              | Pos.              | Pts.              | J                 | V                 | E                 | D                 | GP                | GC                | SG                | Fase Máxima   |
| ----------------- | ----------------- | ----------------- | ----------------- | ----------------- | ----------------- | ----------------- | ----------------- | ----------------- | ----------------- | ----------------- | ------------- |
| 2011              | A2                | 7º                | 34                | 26                | 9                 | 7                 | 10                | 33                | 38                | -5                | —             |
| 2012              | A2                | 4º                | 53                | 34                | 15                | 8                 | 11                | 50                | 47                | 3                 | —             |
| 2013              | A2                | 13º               | 15                | 15                | 2                 | 9                 | 4                 | 19                | 23                | -4                | —             |
| 2014              | A2                | 3º                | 30                | 23                | 8                 | 6                 | 9                 | 32                | 26                | 6                 | —             |
| 2015              | A                 | 15º               | 10                | 15                | 1                 | 7                 | 7                 | 10                | 24                | -14               | Primeira fase |
| 2016              | A2                | 4º                | 37                | 27                | 9                 | 10                | 8                 | 33                | 30                | 3                 | —             |
| 2017              | A2                | 12º               | 17                | 14                | 4                 | 5                 | 5                 | 10                | 11                | -1                | —             |
| 2018              | A2                | 9º                | 21                | 14                | 5                 | 6                 | 3                 | 18                | 12                | 6                 | —             |
| 2019              | A2                | 13º               | 15                | 14                | 4                 | 3                 | 7                 | 14                | 16                | -2                | —             |
| 2020*             | A2                | -                 | 4                 | 3                 | 1                 | 1                 | 1                 | 4                 | 2                 | 2                 | —             |
| 2021              | A2                | 1º                | 43                | 20                | 12                | 7                 | 1                 | 36                | 14                | 22                | —             |
| 2022              | A                 | 11º               | 9                 | 11                | 2                 | 3                 | 6                 | 8                 | 16                | -8                | —             |
| 2023              | A2                | 7°                | 21                | 16                | 6                 | 3                 | 7                 | 18                | 20                | -2                | Primeira fase |
| 2024              | A2                | 8°                | 24                | 16                | 6                 | 6                 | 4                 | 17                | 17                | 0                 | —             |
| 2025              | A2                | 13º               | 10                | 14                | 1                 | 7                 | 6                 | 6                 | 16                | -10               | —             |

Legenda:
| Campeão da Série A2 e promovido ao Campeonato Gaúcho Promovido ao Campeonato Gaúcho Rebaixado à Série A2 |

## Conquistas
- 3° Lugar - Campeonato Gaúcho - Divisão de Acesso 2014
- Fair play - Campeonato Gaúcho de Futebol de 2015
- 1° Lugar - Campeonato da Região Serrana de 2015
- 1° Lugar - Campeonato Gaúcho de Futebol de 2021 - Série A2

## Escudos

2022-

2010-2022